# 莫爾基區

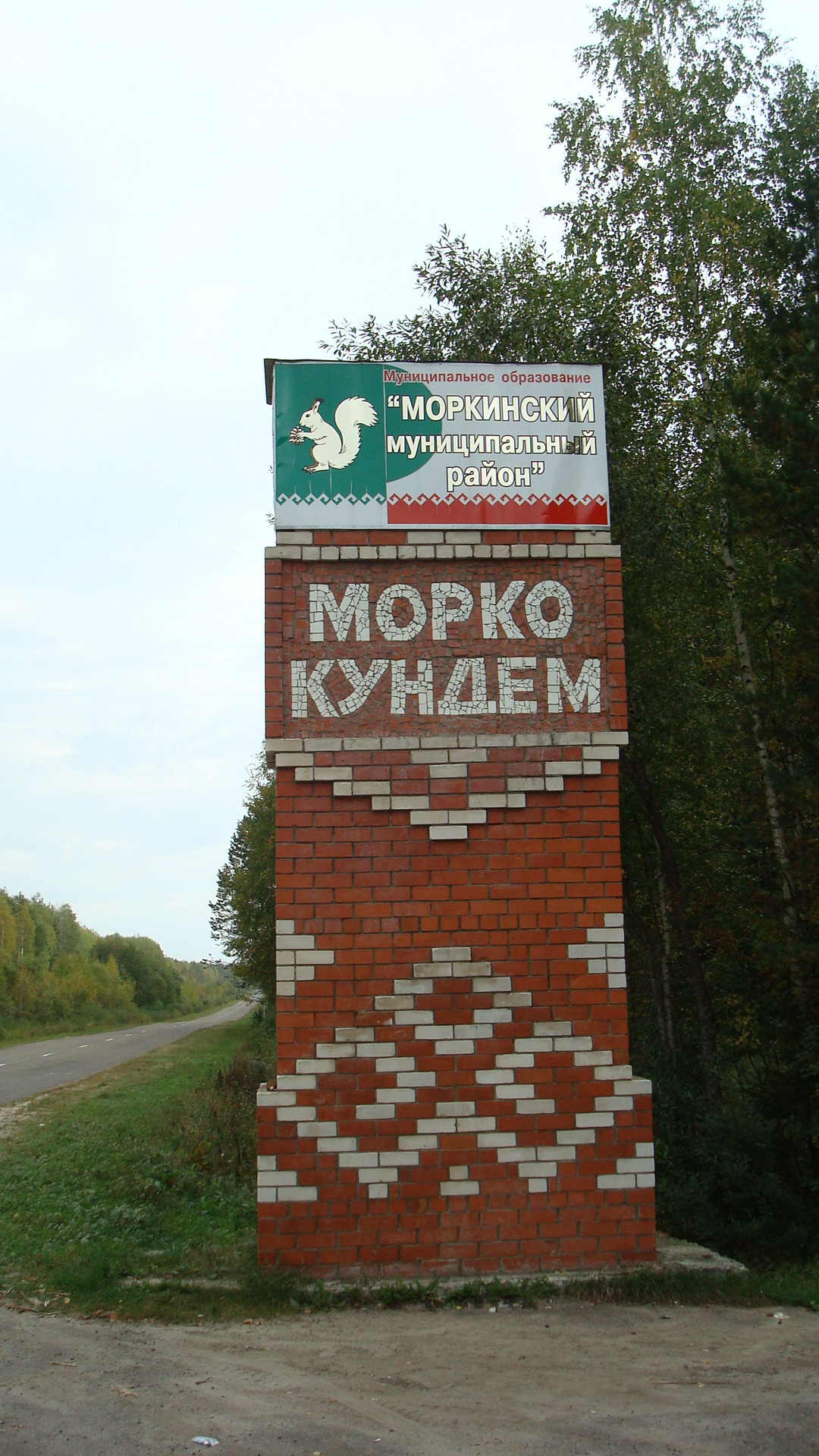

莫爾基區（俄语：Моркинский район），是俄羅斯的一個區，位於該國西部，由馬里埃爾共和國負責管轄，面積2,272平方公里，2010年人口32,403，人口密度每平方公里14.26人。